# Santa-Maria-di-Lota
Santa-Maria-di-Lota (Santa Maria di Lota en corse) est une commune française située dans la circonscription départementale de la Haute-Corse et le territoire de la collectivité de  Corse. Elle appartient à l'ancienne piève de Lota.
Ses habitants sont les Lutinchi (et selon les hameaux, les Mandrialinchi, Figarellesi, Partinacci et Miumesi).

## Géographie

### Situation
Santa-Maria-di-Lota est une commune située dans l'ancienne piève de Lota au voisinage nord de la ville de Bastia, à la base de la façade Est du Cap Corse dont elle ne fait historiquement pas partie.

### Géologie et relief

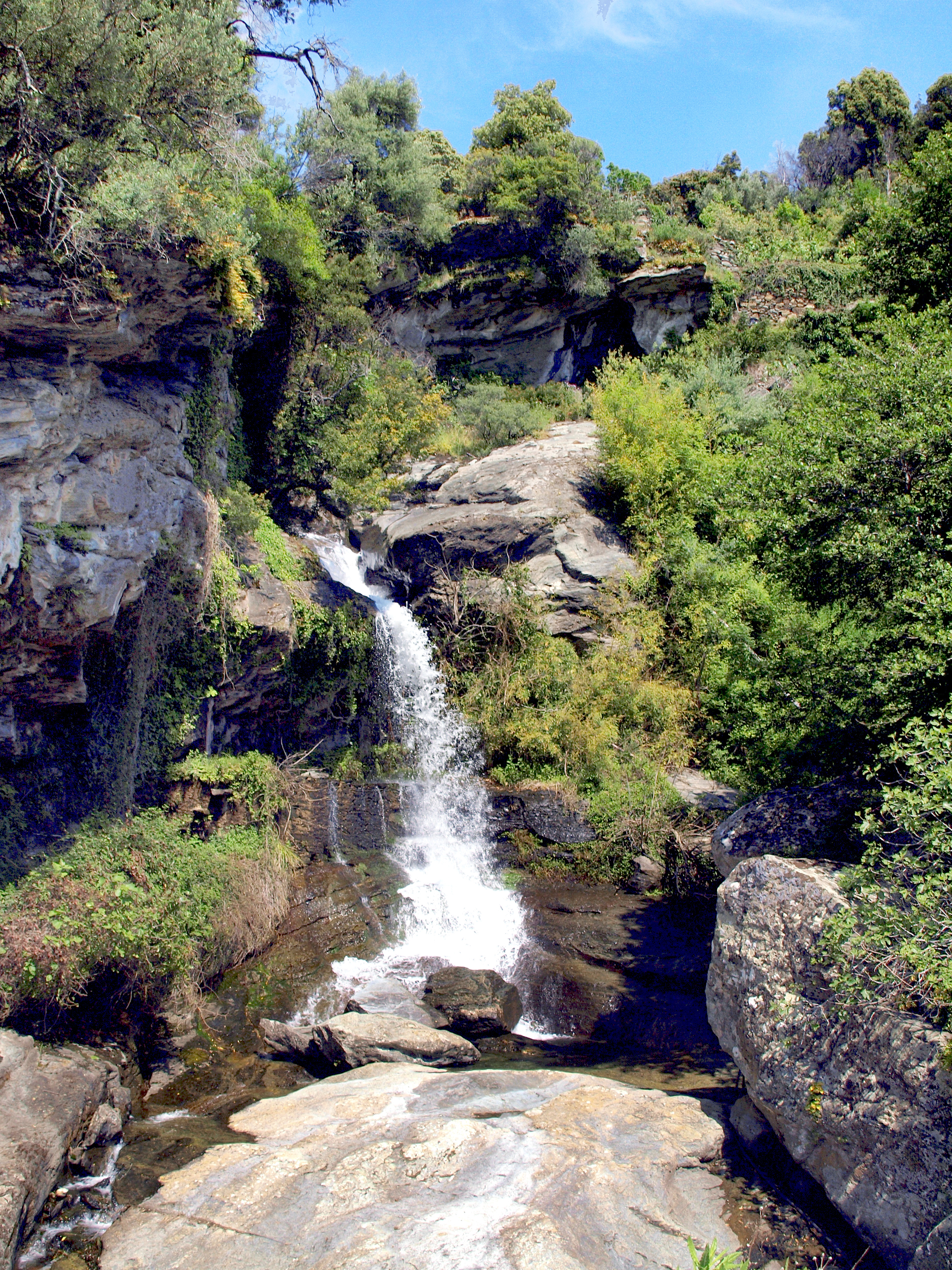
Ruisseau de Poggiolo.

San-Martino-di-Lota est adossée à la Serra, la chaîne dorsale du Cap Corse qui est un bloc de schistes lustrés édifié au tertiaire lors de la surrection du massif des Alpes sur un socle hercynien.
Santa-Maria-di-Lota occupe une grande partie d'un alvéole (Vallée) représenté par le bassin versant du ruisseau de Poggiolo et qui est aussi appelé « Vallée de Lota ».
Son territoire s'étend sur la rive nord du fiume de Poggiolo qui le délimite de San-Martino-di-Lota, depuis la ligne de crête qui la sépare à l'ouest de Farrìngule et Olmeta di Capicorsu et comprenant le Monte Prunu (1 148 m) et le Monte Capra (1 266 m). Sur ces crêtes, on note la présence de roches vertes : serpentines, gabbros, diabases.
Son relief a été quelque peu modelé par l'homme au cours du temps. Sur les flancs montagneux au nord du village de Figarella, à l'adret de la vallée du Poggiolo, sont encore bien visibles les nombreuses terrasses de cultures (lenze) où existent plusieurs aires de blé (aghja).

### Hydrographie

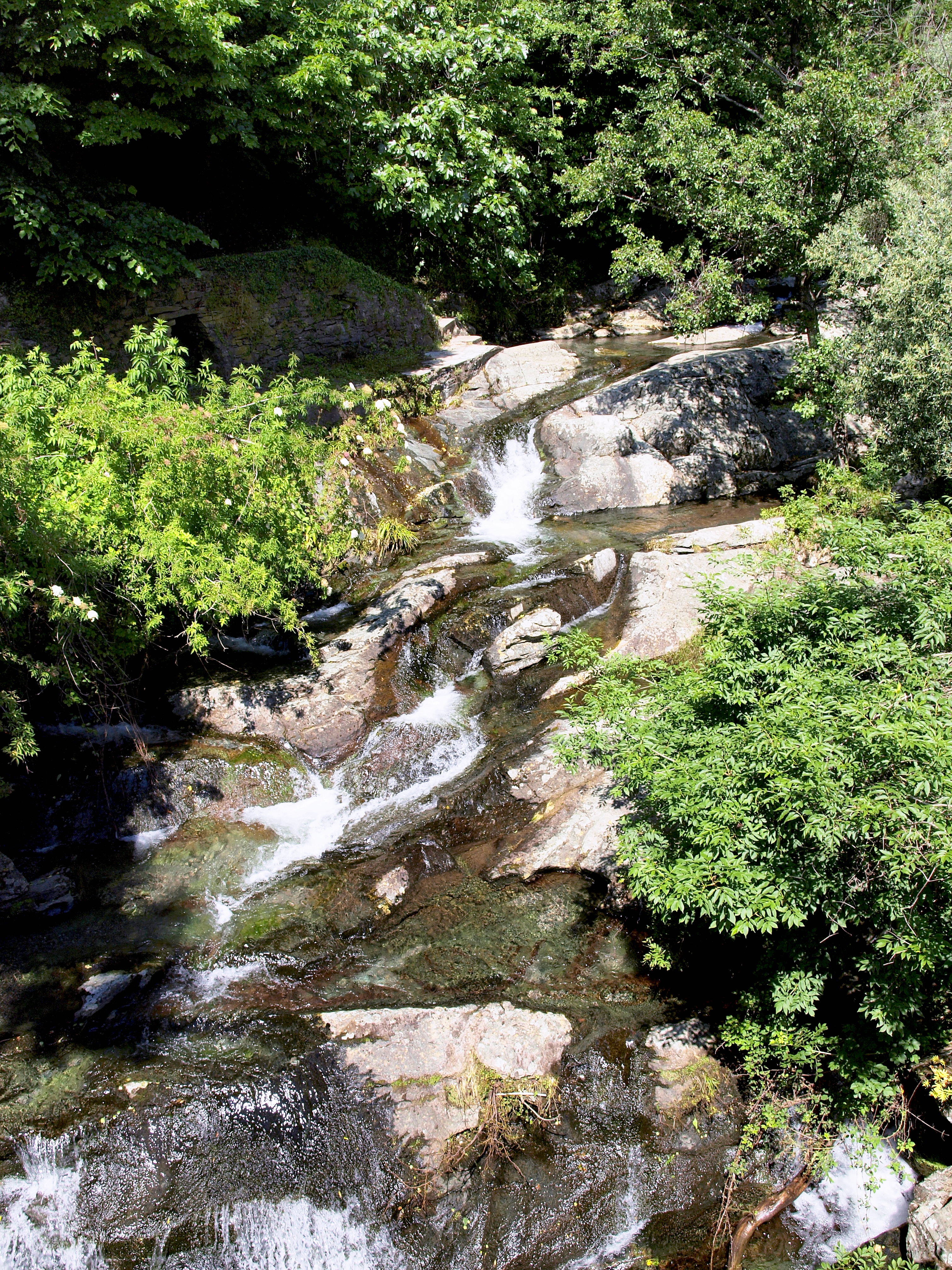
Ruisseau de Mandriale en amont du pont éponyme.

La commune est dotée d'un dense réseau hydrographique. Le principal cours d'eau est le ruisseau de Poggiolo. Le fiume di Poggiolu, dit aussi « fiume Miomo », a sa source à près de 1 000 m d'altitude, au sud du Monte Foscu (1 102 m) de la serra di Guadalone, sur la commune de Santa-Maria-di-Lota. Il se jette dans la mer Tyrrhénienne par son embouchure au sud de la plage de galets de Miomo.
Ses affluents sont : 
- le ruisseau de Mandriale[2],
- le ruisseau de Cavalligna[3],[Note 1], et dans une moindre mesure,
- le torrent de Figarella qui traverse le village de Figarella en séparant Giundi des quartiers voisins de Leccia et de Pollinacce.

### Climat et végétation
Tout le Cap Corse bénéficie d'un climat méditerranéen maritime aux écarts thermiques modérés. L'hiver est plus chaud et l'été plus tempéré que sur le reste du littoral de l'île. L'hiver sur la côte, il ne gèle qu'un seul jour par an. En montagne, la neige n'abonde que tous les 5 à 7 ans.
Santa-Maria-di-Lota, comme les communes voisines, est parfois soumise au libeccio, vent violent d'ouest qui se renforce après avoir franchi la dorsale du Cap Corse et qui crée de remarquables nuages lenticulaires. Les fins d'automne sont souvent marquées par de fortes pluies orageuses méditerranéennes. Ces pluies diluviennes ont causé au cours des dernières décennies, de nombreuses inondations et coulées de boue.
Les hauteurs sont recouvertes de maquis, fruticées, pelouses et milieux rupestres. À l'étage inférieur, se trouvent des chaînaies, des bosquets de châtaigniers, puis un épais maquis. Au nord-est de Pollinacce, sur le flanc de montagne, sont de nombreuses terrasses de culture depuis longtemps abandonnées.

### Voies de communication et transports

#### Accès routiers

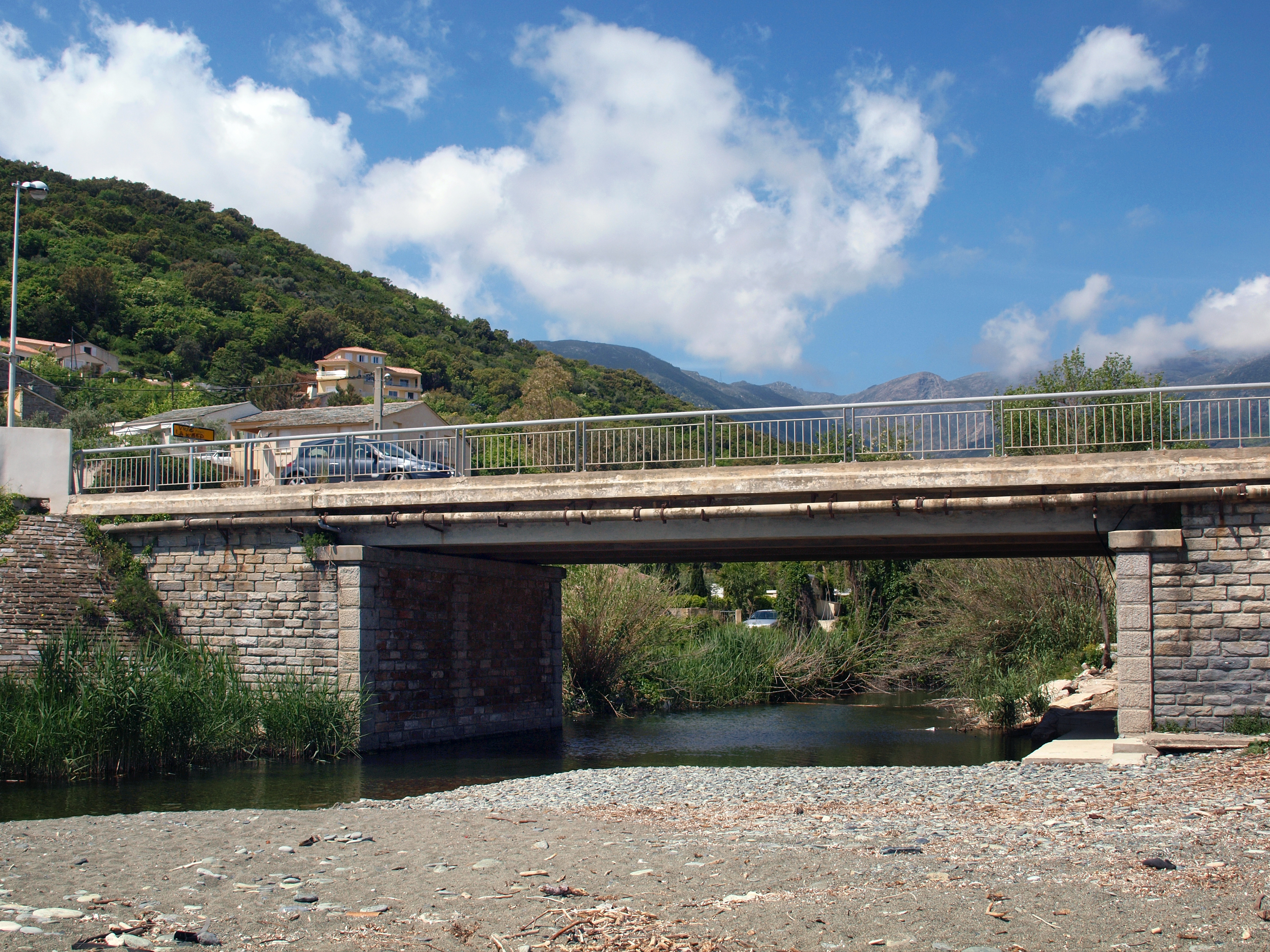
Nouveau pont de Miomo de la RD 80.

La pittoresque route littorale D 80, traverse la Marine de Miomu. Elle pénètre au sud la commune par le nouveau pont de Miomo qui a remplacé celui détruit par une crue en 1948. La RD 80, qui longe la côte Est du Cap Corse est doublée sur la commune, d'une route communale dite « route de la Corniche », entre Miomo et Voltojo.
La route D 31 monte dans la vallée de Lota en direction des hameaux de Santa Maria et de San-Martino-di-Lota, qu'elle dessert, avec la RD 431 et quelques routes communales.

#### Transports
La commune est desservie par des autobus de la ligne 4 « Mairie de Bastia - Miomo Beausoleil » de la Société des autobus bastiais.
Santa-Maria-di-Lota est distant depuis Miomo, par la route, de 5,5 km, du port de commerce de Bastia, de 5,5 km de la gare des CFC de Bastia et de 26 km de l'aéroport de Bastia Poretta.

## Urbanisme

### Typologie
Au 1er janvier 2024, Santa-Maria-di-Lota est catégorisée ceinture urbaine, selon la nouvelle grille communale de densité à sept niveaux définie par l'Insee en 2022.
Elle appartient à l'unité urbaine de Bastia, une agglomération intra-départementale regroupant sept  communes, dont elle est une commune de la banlieue,,. Par ailleurs la commune fait partie de l'aire d'attraction de Bastia, dont elle est une commune de la couronne,. Cette aire, qui regroupe 93 communes, est catégorisée dans les aires de 50 000 à moins de 200 000 habitants,.
La commune, bordée par la mer Méditerranée, est également une commune littorale au sens de la loi du 3 janvier 1986, dite loi littoral. Des dispositions spécifiques d’urbanisme s’y appliquent dès lors afin de préserver les espaces naturels, les sites, les paysages et l’équilibre écologique du littoral, tel le principe d'inconstructibilité, en dehors des espaces urbanisés, sur la bande littorale des 100 mètres, ou plus si le plan local d’urbanisme le prévoit.

### Occupation des sols
L'occupation des sols de la commune, telle qu'elle ressort de la base de données européenne d’occupation biophysique des sols Corine Land Cover (CLC), est marquée par l'importance des forêts et milieux semi-naturels (87,5 % en 2018), une proportion sensiblement équivalente à celle de 1990 (88,7 %). La répartition détaillée en 2018 est la suivante : 
milieux à végétation arbustive et/ou herbacée (42,6 %), espaces ouverts, sans ou avec peu de végétation (32,6 %), zones urbanisées (12,4 %), forêts (12,3 %), eaux maritimes (0,2 %). L'évolution de l’occupation des sols de la commune et de ses infrastructures peut être observée sur les différentes représentations cartographiques du territoire : la carte de Cassini (XVIIIe siècle), la carte d'état-major (1820-1866) et les cartes ou photos aériennes de l'IGN pour la période actuelle (1950 à aujourd'hui).

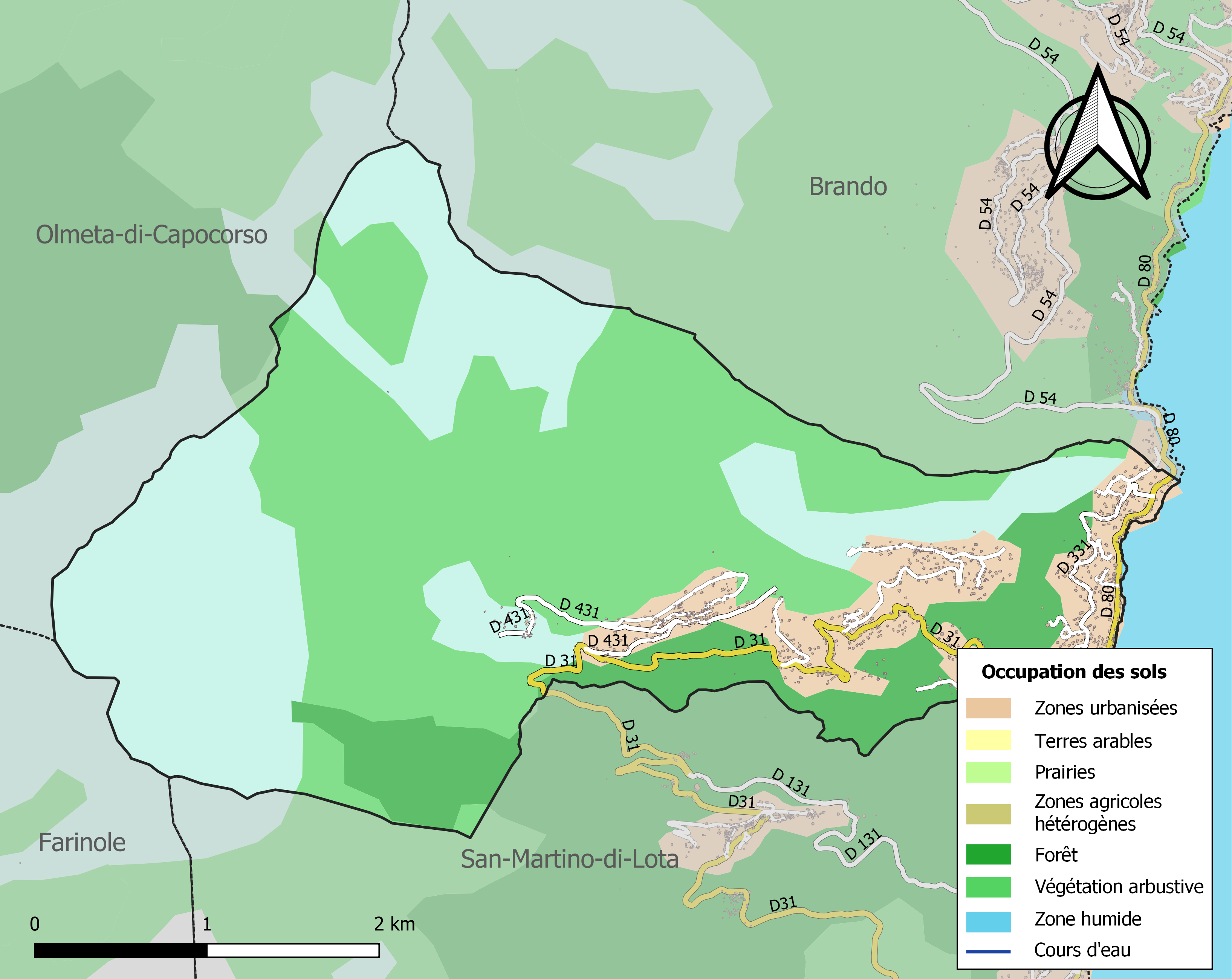
Carte des infrastructures et de l'occupation des sols de la commune en 2018 (CLC).

### Village de Mandriale

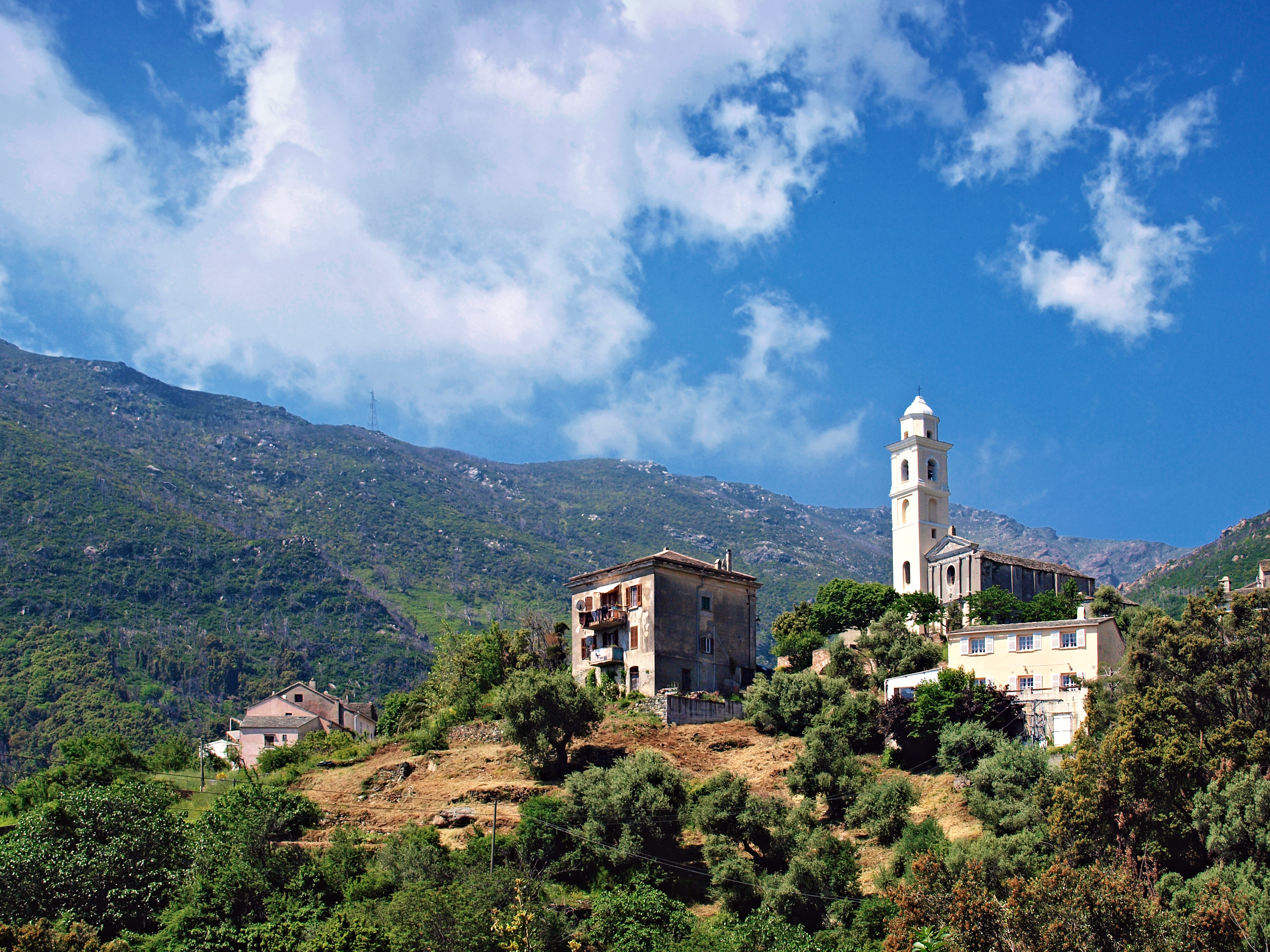
Vue de Mandriale.

C'est un village qui se situe à un kilomètre « à vol d'oiseau » à l'ouest de Figarella. Il est bâti à la base d'une ligne de crête partant du Monte Capra (1 203 m). Il est desservi par la route D 431 qui s'y termine en « cul-de-sac ». Son accès par véhicule a été rendu possible avec la construction en 1899 d'un pont sur le ruisseau  du village. Mandriale évoque la vie pastorale,.
Le lieu aurait été fondé au XIVe siècle par des bergers ulmetesi (d'Olmeta-di-Capocorso). Au cours du XVIIe siècle, un grand nombre de ses habitants ont été massacrés au cours de deux incursions des Ottomans, en 1657 et 1658.
Ce vieux village est composé de quatre quartiers :
- Casarta, situé au Nord, est le plus élevé à 360 m d'altitude. S'y trouve une ancienne tour transformée en habitation. À partir de Casarta, un rude sentier permet de grimper vers la ligne de crête séparant Santa-Maria-di-Lota d'Olmeta-di-Capocorso. Ce sentier passe par San Giovanni (881 m) où est la chapelle San Giovanni dans un petit col à 800 m d'altitude. Jadis, les Lutinchi, gens de Santa-Maria-di-Lota, montaient nombreux en procession le 6 mai.
- Cagnano, situé à l'Ouest
- Sundi au centre
- Maistra à l'Est. Ce quartier, qui est le plus important du village, possède l'église Santa Maria Assunta, un grand édifice baroque, de la fin du XVIe siècle. À son côté, se dresse l'ancienne chapelle de confrérie Santa Croce, datée du XVe siècle. Les confrères revêtaient à l'époque un costume composé d'une manteletta (camail) rouge sur càppa (aube) blanche. Il existait aussi à Mandriale deux autres confréries : celle du Saint-Sacrement et celle de Notre-Dame du Mont Carmel, cette dernière créée en août 1734.

Avant la construction en 1899 d'un pont sur le ruisseau de Mandriale, Maistra communiquait avec Figarella par le Ponte-Vecchiu, un pont en dos d'âne dit « génois », construit au début du XVIIe siècle 150 m en aval de l'actuel pont de Mandriale.

### Figarella

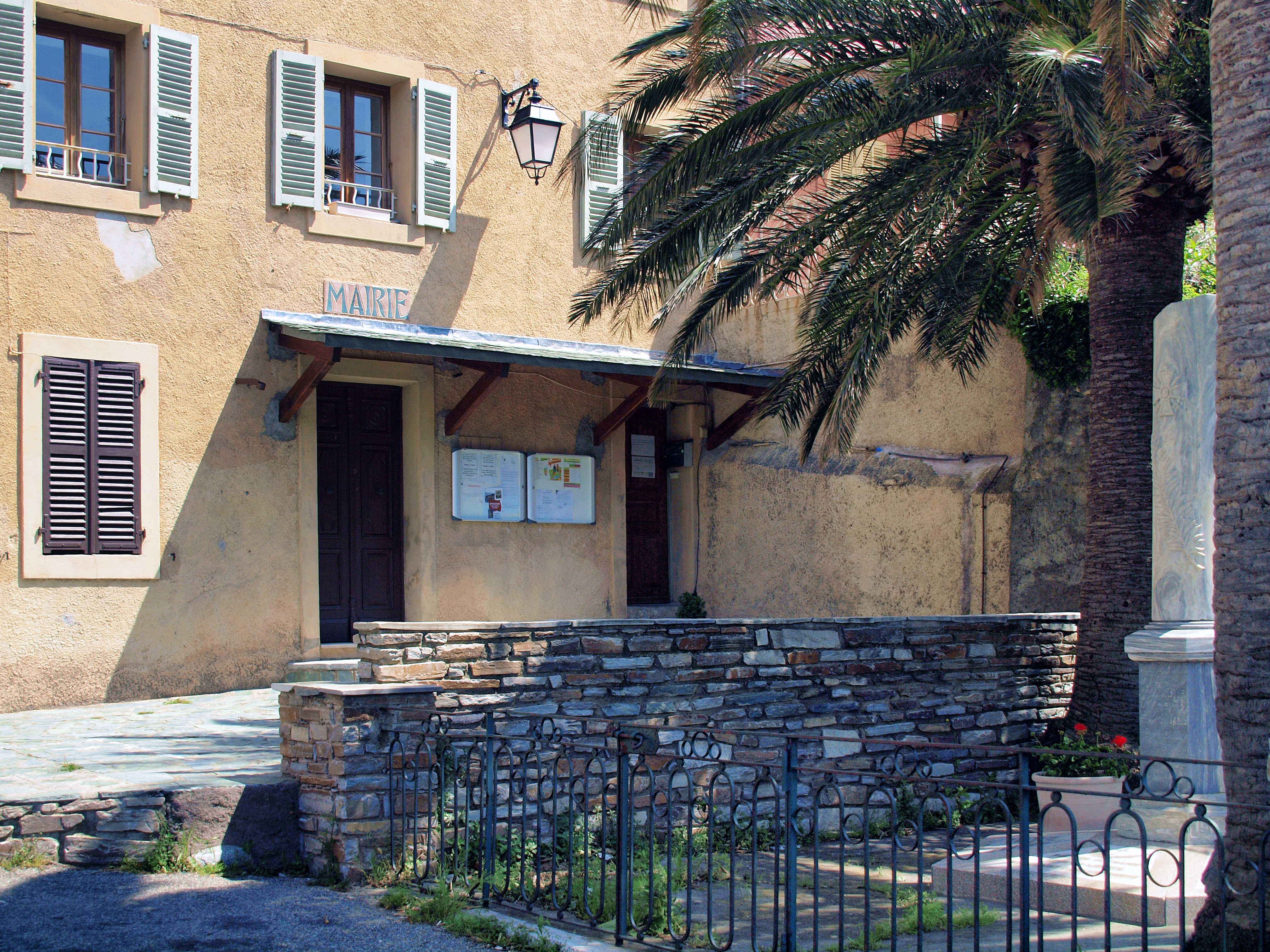
Mairie annexe - école et monument aux morts.

Figarella était encore il y a peu le chef-lieu communal. Son nom indique un lieu planté de figuiers. Le village est bâti à une altitude moyenne de 280 m au sud-est du Monte Niello à 1 032 m, entre Mandriale (altitude 317 m) à l'Ouest et Partine (altitude 280 m) à l'Est.
- La partie basse est formée du quartier de Giundi (ou Ghjundi, synonyme de Suttanu), où se trouve l'église Sant' Antone (Saint-Antoine) bâtie sur des grottes à la fin du XIXe siècle). À côté, se situe la chapelle de confrérie San Vincenziu (Saint-Vincent) dont elle a pris le vocable.

Il existait deux autres confréries à Figarella : celle de Santa Maria di Rusariu (Notre-Dame-du-Rosaire) et celle de Notre-Dame-du-Mont-Carmel, dont la fête le 16 juillet est toujours marquée par une distribution d'abitini (scapulaires).

Le quartier présente de nombreuses maisons dites « des Américains » (Corses émigrés au Venezuela), bâties entre le dernier quart du XIXe siècle et le début du XXe siècle d'architecture toscane, dont deux maisons de maître remarquables. L'ancien château des Cagninacci, du nom du comte Cagninacci qui possédait une mine d'or à Callao, a été transformé en Maison d'Enfants. 

« On dit que la Duchesse de Choiseul habita le château Cagninacci de Figarella. »

— Alerius Tardy in Fascinant Cap Corse
.
Plusieurs tombeaux, bâtis à la même époque que l'église, sont à mettre à la contribution des « Américains ».
Au centre du village se trouvent la mairie annexe à la fois école, et en face, le monument aux morts.
- Sundi, synonyme de Supranu, est le quartier au-dessus de Giundi, qui occupe les hauts de Figarella.

Le torrent de Figarella, tributaire du ruisseau de Poggiolo, sépare Giundi des quartiers voisins de Leccia et de Pollinacce. Depuis Pollinacce, un sentier mène aux ruines de la chapelle Sant' Andrea dont il ne reste que la base des murs.
À près de 1 500 m de Favale, hameau situé à l'ouest de Figarella, autour de la jonction des routes D 31 et D 431, se situe San Giacintu (San Ghjacintu ou Saint-Hyacinthe), ancien couvent de Dominicains construit au XVIIe siècle, puis occupé en fin du XIXe siècle par des religieuses Franciscaines missionnaires de Marie. De l'église piévane puis conventuelle San Giovanni Battista du IXe siècle détruite, - l'abside a été abattue en 1948, il ne reste que quelques vestiges. Du couvent, un sentier descendait vers le ruisseau de Poggiolo qui était franchi par un Pont' A Pieve, construit, au XVIIe siècle dont il ne reste plus rien.

### Le village de Partine
Partine évoque des murs en ruines. S'y trouve une ancienne église Santa Maria Annunziata renfermant un triptyque remarquable, classé MH. Le triptyque était porté processionnellement dans le village tous les 25 mars.
À trois cents mètres au sud-est, fut autrefois exploitée une carrière de pierres à chaux. Au lieu-dit San Bernardino se trouvent encore les ruines de quatre fours.
Sorbinca (Surbinca) est un nouveau quartier, situé à 1 400 m de Partine, à l'intérieur des terres.

### Miomo

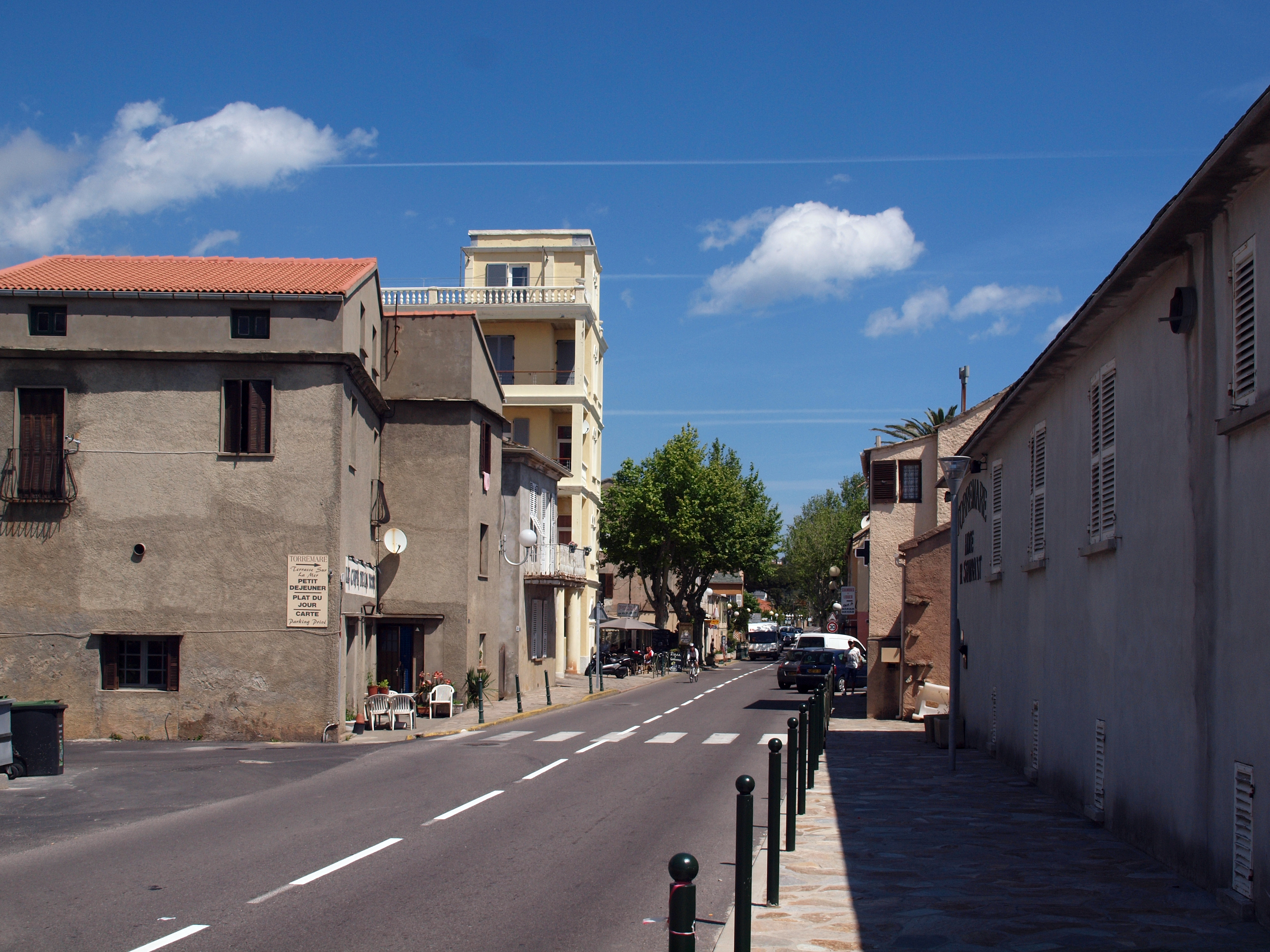
Entrée Sud de Miomo.

Miomo, le « bien commun » ou « mitoyen », tire son nom du latin medianus, médiana.
Au XVIIIe siècle, Miomo n'était qu'une simple marine inhabitée, ne possédant que quelques magazini (entrepôts ou dépôts destinés au commerce maritime).
Cette bourgade, aujourd'hui résidentielle, est un faubourg de Bastia. S'y trouve la mairie. Elle abrite quelques maisons anciennes (anciens magazini) ainsi qu'une tour génoise du XVIe siècle au nord d'une étroite plage de galets schisteux où se trouve l'embouchure du Fiume Miomu. Cette tour, très bien conservée, est classée monument historique et se trouve accolée à une petite chapelle ancienne, Notre-Dame du Mont Carmel (ex-confrérie).
La D 331, dite « route de la corniche », dessert de nouveaux quartiers résidentiels sur les hauteurs de Miomo, jusqu'à Voltojo.
Dans sa partie Ouest, Miomo possède l'église San Teofalu au toit de lauzes, desservie par les franciscains du couvent de Lavasina.
Au Sud de Miomo, marquant les limites communales, se trouve le pont de Miomo sur le ruisseau de Poggiolo. Ce pont a remplacé un pont emporté par une crue du ruisseau en 1948.
Le quartier de Voltojo s'est récemment développé au Nord du littoral communal.

## Histoire
Santa-Maria-di-Lota était autrefois nommée Santa Maria del Mandriale, ou encore Fiume-in-Là.

### Antiquité
Dans cette période, le Lota (circonscription territoriale) était occupé, comme presque partout sur l'île, par le peuple des Uanakini, d'origine ligure. Ceux-ci commerçaient avec les Phocéens qui ont apporté la vigne, les oliviers et figuiers, avec les Étrusques puis avec les Carthaginois, jusqu'à l'arrivée des Romains qui fondèrent la colonie de Mariana. La christianisation est précoce ; Saint Paul nomme des évêques à Tomino, Mariana et Aléria.

### Moyen Âge
Avec la décadence de Rome, arrivent très vite sur l'île, Vandales, Byzantins, puis Lombards qui sont chassés par Pépin le Bref. Le Cap Corse se trouve dans l'empire de Charlemagne. Mais les Pisans ne pourront pas empêcher l'occupation sarrasine.
La féodalité apparaît avec la reconquête de l'île au IXe siècle. Alberto de Loreto qui y a participé, est nommé Giudice (juge de la région). Alberto est l'ancêtre des Loretesi qui sont dépouillés en 1052 du Lota-Sagro par les Delle Suere, chassés à leur tour par les Da Furiani en 1072.
Au XIIIe siècle, les De Bagnaria et les Cortinchi de la branche de Pietr'Ellerata se disputent le Lota. Giovaninello, un des seigneurs Cortinchi, fait fortifier la Cima di Pietr'Ellerata (877 m), construire un château à Pietrabugno, ainsi qu'un fortin avec chapelle à San-Martino-di-Lota.
Au XIVe siècle, le village de Mandriale aurait été fondé par des berges d'Olmeta-di-Capocorso.
- 1358 - Le peuple en révolte ruine la plupart des châteaux et instaure un gouvernement populaire. Chaque village forme une communauté ; le Lota en a 13.
- 1483 - Gênes s'impose mais ne peut empêcher la venue en 1553 des Français qui sont bien accueillis.

### Temps modernes
- 1556 - La pieve de Lota est coupée en deux. Génois et Français s'affrontent.
- 1559 - À la suite du traité de Cateau-Cambresis, les Français quittent l'île.

Débutent alors les razzias des côtes par les barbaresques, conduisant les Génois à faire dresser des tours de guet sur le littoral jusqu'à la fin du XVIe siècle, notamment à Miomo. Ceci n'empêcha pas qu'au XVIIIe siècle, un grand nombre de ses habitants furent massacrés au cours de deux incursions des Ottomans, en 1657 et 1658.

« En effet, depuis la piève de Lota jusqu'à celle de Santo-Pietro dans le Nebbio, l'une située à l'Est, l'autre à l'Ouest, il n'y a guère de village qui n'ait pas été attaqué par les Turcs ; beaucoup de ces villages ont même été attaqués plusieurs fois. »

— Abbé Letteron in Histoire de la Corse, tome 3, p. 48
.
Dans les années 1700, des Partinesi (habitants de Partine) sont autorisés à retourner en Sia, sur la côte Ouest de l'île, que les Génois avaient fait évacuer. Ils s'installent à Partinello.
Au début du XVIIIe siècle, San-Martino-di-Lota se trouvait dans la piève de Lota, qui était une piève civile et judiciaire relevant de la juridiction de Bastia et une piève religieuse dépendant du diocèse de Mariana.
En 1762, le Cap Corse se rallie à Pascal Paoli, à l'exception de Brando, occupé par Gênes jusqu'en 1764. Paoli ne peut libérer la piève de Lota et les Génois y sont remplacés en août 1764 par les Français à la suite du traité de Compiègne.
Le Lota est intégré à la France de Louis XV cinq ans avant le reste de l'île. Mais à l'école, le français ne remplacera l'italien qu'en 1833.
La pieve de Lota et Pietrabugno disparaitra, laissant la place au Préside de Bastia.
- 1789 - La Corse fait partie du royaume de France. Avec la Révolution française, est créé en 1790 le département de Corse, puis en 1793, celui de El Golo (l'actuelle Haute-Corse).
- 1793 - (An II) la commune portait le nom de Santa Maria, dans le canton de Bastia-Rural nouvellement créé, dans le district de Bastia, dans le département de El Golo.
- 1801 - La commune qui porte le nom de Santa Maria sur le Bulletin des lois, prend le nom de Santa-Maria-di-Lota, attachée au canton de Pietrabugno, dans l'arrondissement de Bastia, dans le département de El Golo.
- 1811 - Les deux départements de l'île sont fusionnés pour faire le seul département de Corse.
- 1828 - Le canton de Pietrabugno devient le canton de San-Martino-di-Lota[17], chef-lieu : San-Martino-di-Lota.
- 1838 - Ouverture de la route Bastia - Macinaggio, tronçon jusqu'en 1972, de la section Nord de la Route nationale 198, Saint-Florent à Bastia par le tour du Cap Corse.

### Époque contemporaine
- 1975 - Santa-Maria-di-Lota passe dans le département de la Haute-Corse nouvellement créé.

La route D 80, nouveau nom donné à la section Nord de la route nationale 198, est modernisée, élargie et revêtue d'un bel enrobé.

## Économie et vie locale
Les ressources de la commune étaient essentiellement, par le passé, constituées de l'exploitation de carrières, de chaux, de minerai de fer et de cultures, spécialement de la vigne, puisque le vin de Lota était réputé jusque sur les tables de Rome, tout comme ses cabris et ses haricots. Bien entendu, la commune assurait aussi sa subsistance, traditionnellement, grâce à un ensemble de cultures maraichères et fruitières. Aujourd'hui, la commune est devenue surtout résidentielle, en périphérie de Bastia.
La Marine, outre le cabotage, servait jadis à l'exportation du minerai de fer, mais aussi à l'exportation des productions agricoles, spécialement du vin.
En 2003, les violents incendies qui ravagèrent le Cap corse touchèrent très largement la commune de Santa-Maria et plusieurs maisons furent détruites par les flammes, notamment à Miomo. Les habitants s'en émurent au point qu'une plainte fut déposée contre la préfecture par certains d'entre eux pour négligence.

## Politique et administration

### Liste des maires
| Période                                  | Période                        | Identité       | Étiquette    | Qualité |
| ---------------------------------------- | ------------------------------ | -------------- | ------------ | --- |
| Les données manquantes sont à compléter. |                                |                |              | |
| 1973                                     | mars 1977                      | Jean Marzocchi | RPR          | Médecin, président de la Caisse d'allocations familiales de Haute-Corse Suppléant du député Pierre-Paul Giacomi (1978 → 1981)                                                                     |
| mars 1977                                | mars 2008                      | Henri Sisco    | MRG puis PRG | Ancien commissaire de police Conseiller territorial de l'Assemblée de Corse Membre de la commission permanente à la collectivité territoriale de Corse Vice-président de la CA de Bastia          |
| mars 2008                                | En cours (au 24 novembre 2023) | Guy Armanet    | DVG-FaC      | Chef d'entreprise Conseiller territorial de l'Assemblée de Corse Membre du conseil exécutif de Corse (2021 → ) Vice-président de la CA de Bastia Vice-président du SYVADEC Président du CA SIS 2B |

## Démographie
L'évolution du nombre d'habitants est connue à travers les recensements de la population effectués dans la commune depuis 1800. Pour les communes de moins de 10 000 habitants, une enquête de recensement portant sur toute la population est réalisée tous les cinq ans, les populations de référence des années intermédiaires étant quant à elles estimées par interpolation ou extrapolation. Pour la commune, le premier recensement exhaustif entrant dans le cadre du nouveau dispositif a été réalisé en 2005.

En 2022, la commune comptait 1 970 habitants, en évolution de +14,67 % par rapport à 2016 (Haute-Corse : +5,15 %, France hors Mayotte : +2,11 %).
| 1800 | 1806 | 1821 | 1831 | 1836 | 1841 | 1846 | 1851 | 1856 |
| ---- | ---- | ---- | ---- | ---- | ---- | ---- | ---- | ---- |
| 569  | 290  | 338  | 342  | 566  | 424  | 502  | 503  | 514  |

| 1861 | 1866 | 1872 | 1876 | 1881 | 1886 | 1891 | 1896 | 1901 |
| ---- | ---- | ---- | ---- | ---- | ---- | ---- | ---- | ---- |
| 515  | 524  | 890  | 572  | 586  | 627  | 641  | 617  | 570  |

| 1906 | 1911 | 1921 | 1926 | 1931 | 1936 | 1946 | 1954 | 1962 |
| ---- | ---- | ---- | ---- | ---- | ---- | ---- | ---- | ---- |
| 591  | 605  | 477  | 672  | 691  | 692  | 781  | 549  | 538  |

| 1968 | 1975  | 1982  | 1990  | 1999  | 2005  | 2006  | 2010  | 2015  |
| ---- | ----- | ----- | ----- | ----- | ----- | ----- | ----- | ----- |
| 987  | 1 583 | 1 566 | 1 826 | 1 791 | 1 917 | 1 938 | 1 937 | 1 717 |

| 2020  | 2022  | - | - | - | - | - | - | - |
| ----- | ----- | - | - | - | - | - | - | - |
| 1 971 | 1 970 | - | - | - | - | - | - | - |

### Cultes
La paroisse avec l'Église Santa Maria Assunta relève du diocèse d'Ajaccio.

### Manifestations culturelles et festivités
- La fête patronale a lieu le 15 août à Mandriale, pour l'Assomption (Santa Maria Assunta) ou jour de la Sainte-Marie.
- Le 6 mai se déroule un pèlerinage à la bocca di San Ghjuvanni.

#### Settimana Santa
Durant la Settimana Santa (Semaine sainte), au Lota et à Brando, les cérémonies commencent le dimanche des Rameaux, avec la bénédiction de branches d'oliviers et plus fréquemment, de crucette, petites croix tressées la veille avec des palmes.
- Le Mercredi saint, les cloches se taisent, en signe de deuil pour mieux évoquer la Passion.
- Le Jeudi saint, l'après-midi, le rituel lavement des pieds rappelant le geste de Jésus envers ses apôtres, ne se fait plus depuis longtemps. Le soir, est célébré un office des ténèbres, chanté en latin. Il est annoncé par les enfants qui agitent des crécelles en souvenir des fidèles de Rome réfugiés dans les Catacombes. L'office s'achève dans l'obscurité en libérant les crécelles pour faire scappà l'abrei (traduire : se sauver les marchands juifs du Temple), simuler les tourments infligés à Jésus chez Pilate, et rappeler les scènes et prodiges qui ont accompagné Jésus au Calvaire. Il s'ensuit une procession dans le village illuminé de bougies, avec retour à l'église pour les stracinelle (les fidèles remontent la nef à genoux en signe de pénitence en chantant A Cara destra, hymne aux cinq plaies. La cérémonie s'achève par le chant d'adoration O Salutaria.
- Le Vendredi saint, au matin, démarre A Pulezzula, une procession longue de quatre heures, pour un traditionnel chemin de croix et tour de commune, avec reliques, lampions et lourdes croix surmontées de pulezzula, objet d'art en palmes tressées. Les lodi sacrés d'U Venneri Santu sont chantés ; des haltes sont effectuées à chaque chapelle. Le soir, l'office des ténèbres est célébré.

Ces cérémonies se déroulent simultanément dans les villages voisins de Brando : Pozzo, Poretto et Erbalunga, avec des noms divergents. À Brando, la procession s'appelle A Cerca et l'objet d'art en palmes tressées se dit palmu (pulezzula à Lota) ; à Erbalunga a lieu la mystérieuse Granitula, du nom d'un coquillage marin en forme de spirale.

## Culture locale et patrimoine

### Lieux et monuments

#### Tour de Miomo

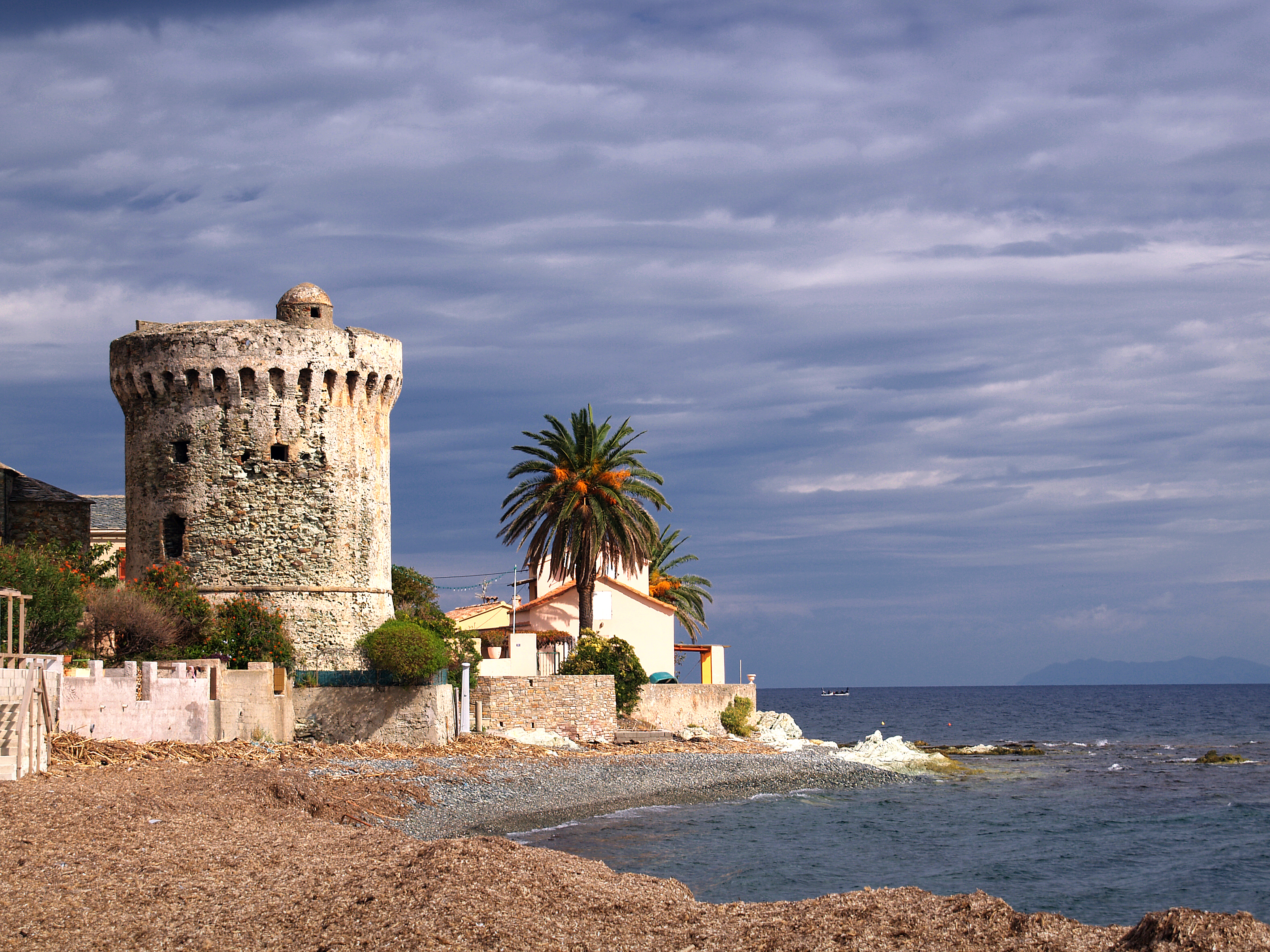
La Tour de Miomo.

Cette tour génoise datant du XVIe siècle, est situé sur le bord de mer à Miomo. Elle était destinée à prévenir la population de l'approche des embarcations des Barbaresques.
Elle est inscrite Monuments historiques par arrêté du 14 février 1927.

#### Église Saint-Antoine de Padoue

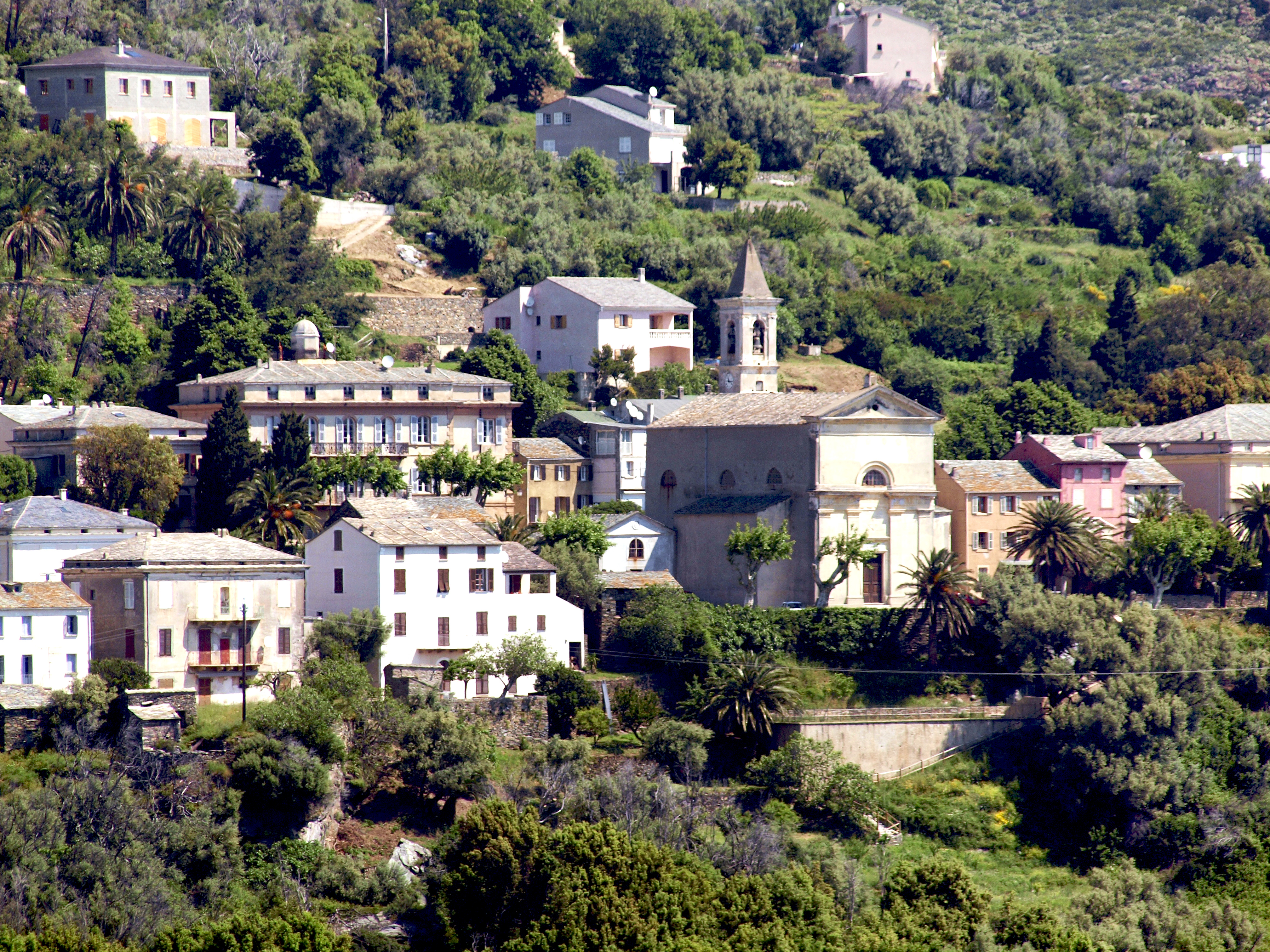
L'église Saint-Antoine à Figarella.

L'église Saint-Antoine (Sant' Antone) se trouve à Figarella. Datée de 1876, cette église paroissiale est dédiée à saint Antoine de Padoue.
Les marbres anciens de ses quatre chapelles (Sainte-Marie, Saint-Joseph, Saint-Sébastien et Saint-Jean), l'autel ainsi que le baptistère, ont été restaurés au début 2012, grâce au travail de l'Assunta, l'association de sauvegarde du patrimoine religieux de Santa Maria di Lota.

#### Église Santa Maria Assunta

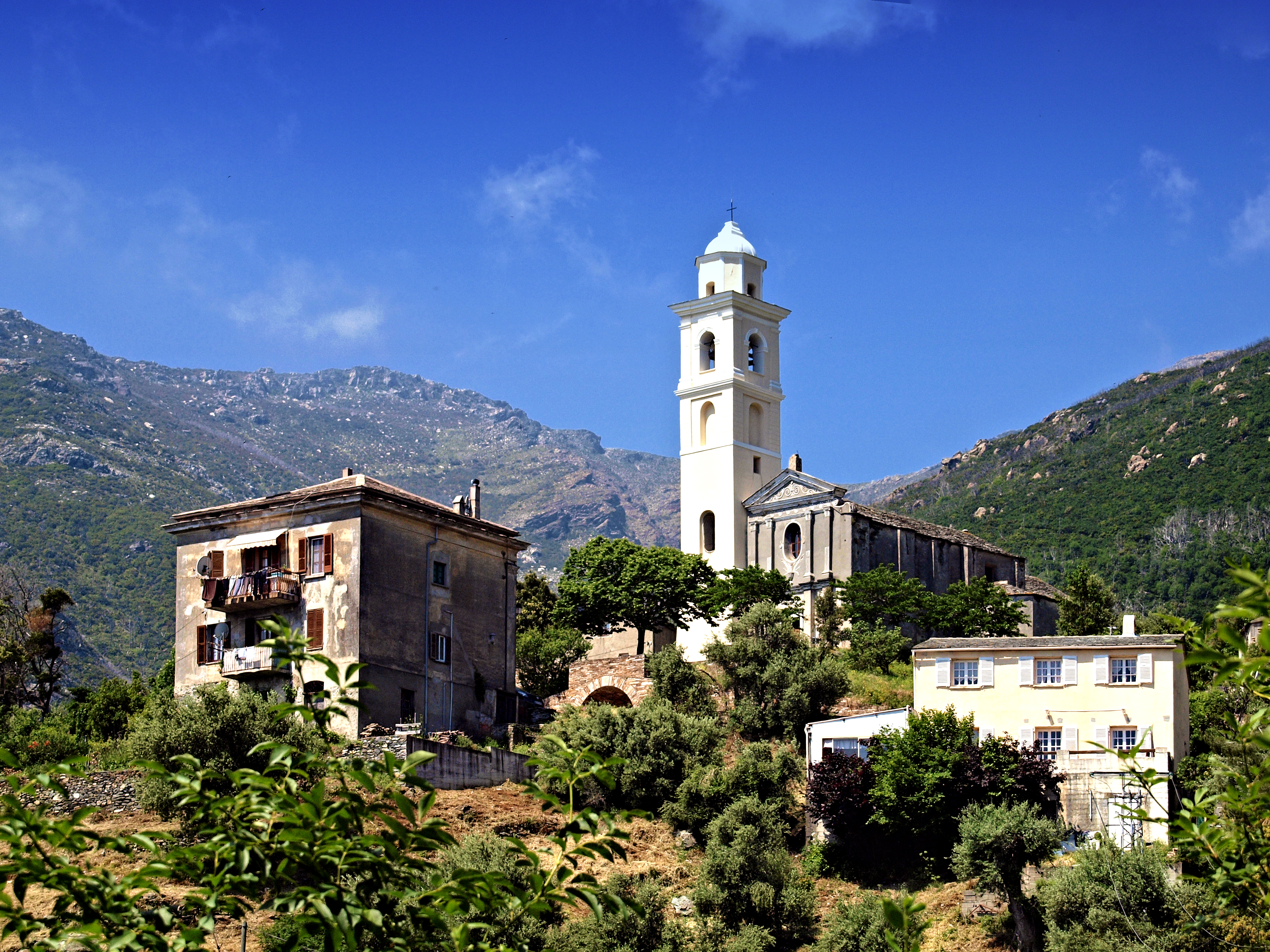
L'église, Santa Maria Assunta.

L'église Santa Maria Assunta se situe au hameau de Mandriale.
Elle recèle un tableau Saint Jean-Baptiste prêchant du (XVIIe siècle), classé Monuments historiques.

#### San Ghjacintu
Le site du couvent dominicain dédié à saint Hyacinthe (San Ghjacintu) (XVIIe siècle), englobe l'ancienne église pievane (de la pieve de Lota), d'architecture romane, dédiée à saint Jean-Baptiste.
En 1630, le couvent était la résidence du chef de l'Inquisition qui en était également le vicaire. Dans son enceinte, se trouvait l'église conventuelle San Giovanni Battista, église piévane de Lota édifiée au IXe siècle, rebâtie au XIe siècle en pierre de Brando, calschiste brun jaune veiné de vert clair et rose provenant d'une carrière voisine. Son abside a été abattue en 1948.
La porte occidentale comporte un linteau orné d'une croix en relief, linteau supporté par deux consoles, un tympan et un arc de plein cintre.
Le couvent accueille aujourd'hui une communauté de nonnes polonaises.

#### Chapelle San Giovanni

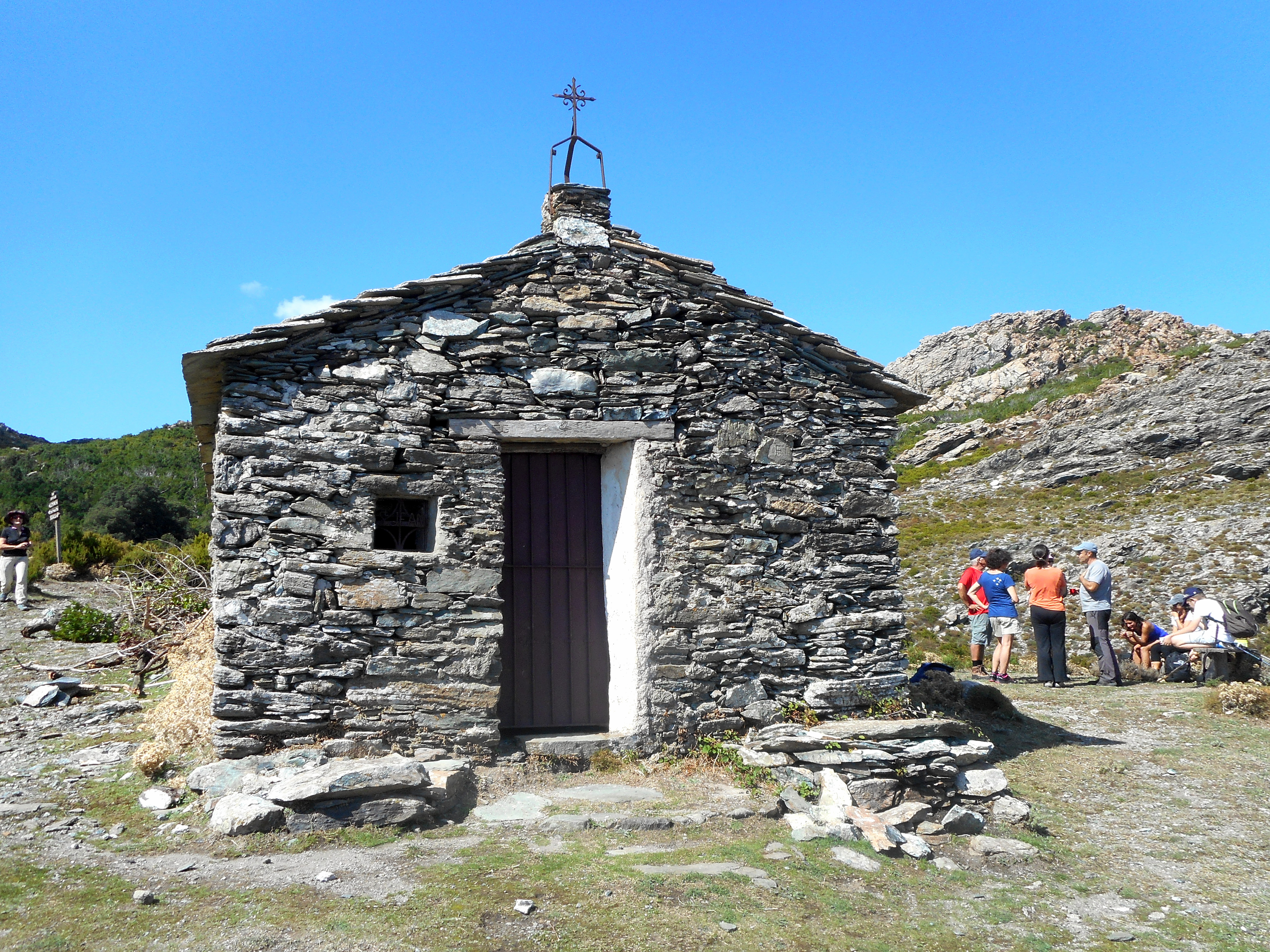
La Chapelle Saint-Jean.

La chapelle dédiée à saint Jean devant les Portes Latines est une chapelle rurale. Daté du XVIe siècle (?), l'édifice est restauré. De plan simple, la chapelle est construite avec de la pierre locale (schiste) ; l'appareillage est peu soigné. La couverture est faite de teghje (lauzes). Son chevet est accolé à un bâtiment construit avec de mêmes matériaux. La façade principale (ici orientale) est orientée vers Rome.
Elle se dresse à la Bocca di San Ghjuvanni (col Saint-Jean altitude 790 m), entre deux petits sommets sans nom de 881 m et 802 m. La chapelle est accessible par un sentier depuis Mandriale distant de 2,5 km (dénivelé de près de 500 m). Le 6 mai de chaque année s'y déroule un pèlerinage.

#### Chapelle de l'Annonciation de Partine
La chapelle de l'Annonciation (Santa Maria Annunziata) se trouve au cœur du hameau de Partine, à l'est de Figarella le village principal de la commune. Une route en cul-de-sac y conduit.
Elle renferme un triptyque (panneaux peints) L'Annonciation, Saint Jean-Baptiste, Saint André, Sainte Catherine, Saint Antoine de Padoue du milieu (XVIe siècle), classé Monuments historiques.

#### Autres patrimoines religieux

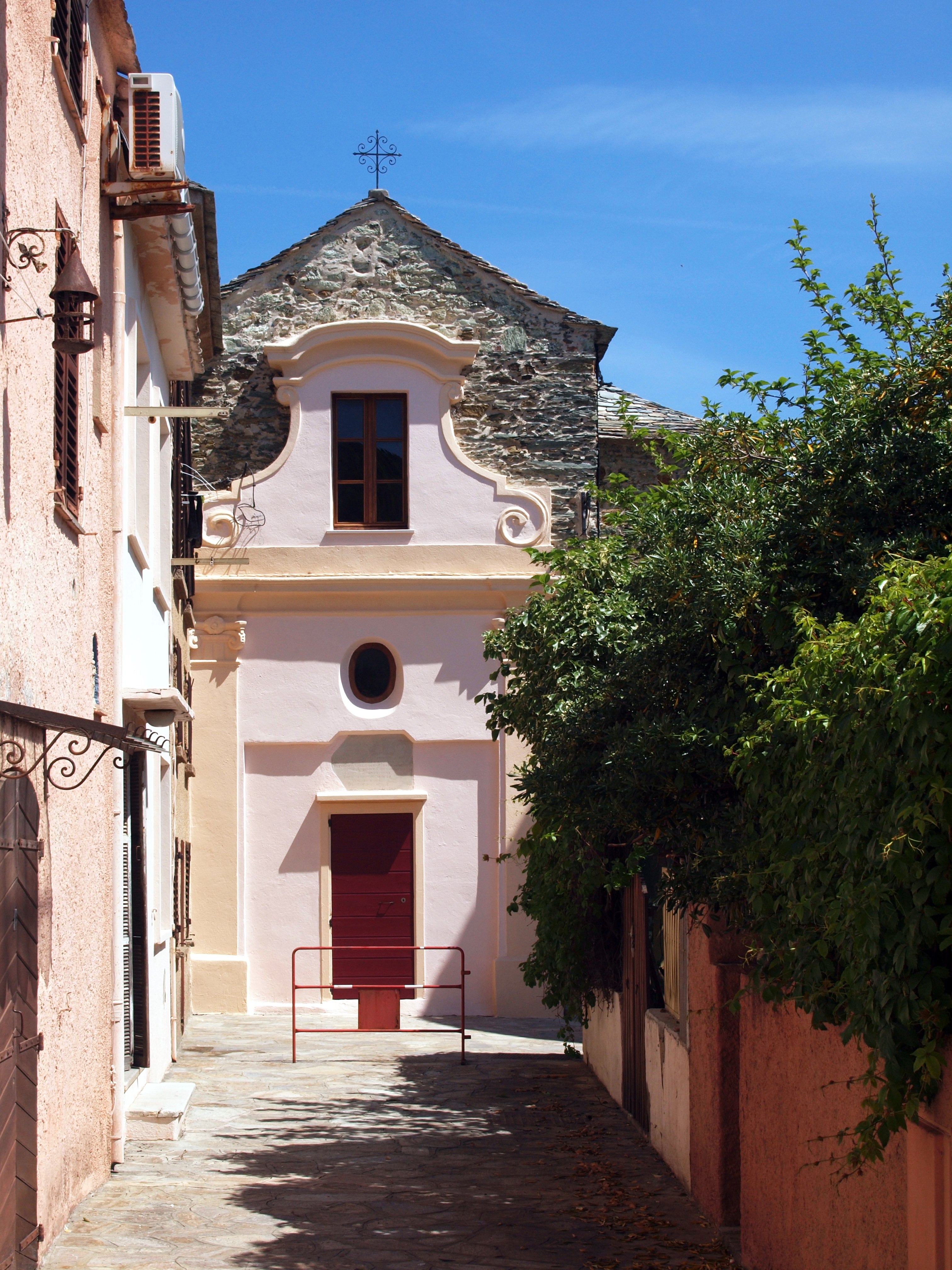
Confrérie Notre-Dame-du-Mont-Carmel de Miomo.

- Chapelle Notre-Dame-du-Mont-Carmel (ex-confrérie) à côté de la tour génoise de Miomo.
- Oratoire de Ponte-Vecchiu à Mandriale
- Église San Teofalu de Miomo

### Patrimoine naturel

#### ZNIEFF
Santa-Maria-di-Lota est concernée par deux ZNIEFF de 2e génération :
Crêtes asylvatiques du Cap Corse (940004076)
La zone d'une superficie de 6 387 ha, englobe la quasi-totalité de la crête centrale du Cap Corse.
Chênaies vertes du Cap Corse (940004078)
La zone concerne les chênaies vertes s'étendant sur une superficie de 4 563 ha de 15 communes, depuis la commune de Farinole jusqu'à la commune de Rogliano au nord-est et à la commune de Morsiglia au nord-ouest.
Sur les communes de Santa-Maria-di-Lota, ainsi que celle de San-Martino-di-Lota, s'étend une chênaie verte qui poursuit les ruisseaux de Fornelli et de Milaja ainsi que celui de Grisgione. Au nord, elle ondule le long du ruisseau de Poggiolo et de ses affluents. Elle s'accompagne ainsi dans ce paysage vallonné d'une ripisylve à frênes-ornes, aulnes glutineux, charmes houblons et de châtaigniers. L'altitude y atteint 200 à 700 mètres. Un socle schisteux y est recouvert de pillow lavas et prasinites.

#### Espèces protégées
Les espèces protégées sont : le balbuzard pêcheur, l'Orchis à fleurs peu nombreuses (Orchis pauciflora), la Cardamine fausse-chélidoine (Cardamine chelidonia), la Morisie (Morisia monanthos), la Canche de Provence (Aira provincialis) et la Ptéris de Crète, Fougère de Crète (Pteris cretica).

### Personnalités liées à la commune
- Jean Luisi, acteur français (né le 8 septembre 1926 à Santa-Maria-di-Lota - mort le 18 juillet 2006).
- Michel Carrega, tireur sportif français (né le 25 septembre 1934 à Paris)
- Jean-Marie Rouart possède une « maison d'Américain » dans le village de Figarella[27]